# Asukai Masatsune
Asukai Masatsune est un nom japonais traditionnel ; le nom de famille (ou le nom d'école), Asukai, précède donc le prénom (ou le nom d'artiste).
Asukai Masatsune (飛鳥井雅経) (1170 - 5 avril 1221) est un poète et un courtisan (kuge) japonais des dernières années de l'époque de Heian et du début de l'époque de Kamakura. Son père est Nanba Yoritsune, il appartient à la branche Fujiwara Hokke du clan Fujiwara; sa mère est la fille de Minamoto no Akimasa. Il est membre fondateur du clan Asukai.
En 1180, il lui est conféré le titre de noble et il est nommé chambellan, entre autres fonctions mais durant la confrontation avec les frères Minamoto no Yoritomo et Minamoto no Yoshitsune, il prend le parti de  Yoshitsune et son père est exilé de Kamakura. De plus, Masastune est impliqué dans l'attaque d'un convoi à Kamakura. Cependant, Yoritomo reconnaît le talent de Masatsune pour la poésie waka et le kemari, tandis que Masatsune est proche de Minamoto no Yoriie et Minamoto no Sanetomo qui sont les fils de Yoritomo. En conséquence de quoi il est nommé yūshi et épouse la fille d'Ōe no Hiromoto, mandokoro et bettō du shogunat de Kamakura. Il est ensuite serviteur de l'empereur Go-Toba et en 1218 il obtient le titre de jusanmi et en 1220 celui de sangi.
Il fréquente les cercles poétique patronnés par l'empereur retiré  Go-Toba et participe également à différents utaawase  (concours de waka). En 1205, il est désigné pour être l'un des seize collaborateurs chargés de la compilation de l'anthologie impériale Shin Kokin Wakashū. En 1208, il prend part à un tournoi de kemari, sport pratiqué par les courtisans et qui est comme un prédécesseur du football; ce tournoi est parrainé par l'empereur retiré Go-Toba et sa grande habileté au sport lui vaut d'obtenir le titre de kemari Chōja (蹴鞠長者) de la part de l'empereur. Il est également invité par le troisième shōgun Kamakura Minamoto no Sanetomo avec Kamo no Chōmei et Fujiwara no Sadaie.
Il publie son journal appelé Masatsune-dono-ki (雅経卿記), une compilation de ses poèmes est réalisée et quelques-uns de ses poèmes sont recueillis dans le Shin Kokin Wakashū. Un de ses poèmes est aussi inclus dans la liste Ogura Hyakunin Isshu. Il écrit en outre un livre relatif au kemari appelé Kemari Ryakki (蹴鞠略記).

## Source
- Peter McMillan (2008) One hundred poets, one poem each: a translation of the Ogura Hyakunin Isshu. New York: Columbia University Press.  (ISBN 978-0-231-14398-1)

## Source de la traduction
- (es) Cet article est partiellement ou en totalité issu de l’article de Wikipédia en espagnol intitulé « Asukai Masatsune » (voir la liste des auteurs).